# ZUN (ゲームクリエイター)
ZUN（ずん、1977年3月18日 - ）は、日本のゲーム開発者、プログラマ、ゲームミュージック作曲家、脚本家、小説家、漫画原作者、イラストレーター。本名は太田順也（おおた じゅんや）。東京電機大学理工学部卒業。オリジナル同人ゲーム・同人音楽制作サークル「上海アリス幻樂団」主宰。『東方Project』をはじめとした同サークルの著作物において、シナリオ・プログラミング・キャラクターデザイン・サウンド制作など、ゲーム開発に必要な大半の作業を個人で行っているゲームクリエイターである。

## 来歴

### 生い立ち
1977年3月18日に長野県北安曇郡白馬村で誕生。幼少期はゲームと虫が好きな子供であった。ゲームは保育園のころからしており、当時はゲーム＆ウォッチで遊んでいた。生家は喫茶店を経営しており、当時人気のあったテーブル筐体型のアーケードゲームが身近な環境で子供時代を過ごしたことで、ゲーム制作に興味を持つようになった。小学生のときにキーボードやトランペットの演奏方法を学び、中学生で音楽を作曲し始めた。また、中学・高校時代に『デザエモン』というソフトでシューティングゲームを制作していた。大学は指定校推薦で東京電機大学に入学した。その後、独学でプログラミングを学び、またゲームミュージック作曲に関心を持ったため、同大学のゲーム制作サークル「Amusement Makers」に参加した。 

### PC-98時代
東京電機大学在学中の1996年、ZUNは東方Projectの第1作『東方靈異伝』を制作し、大学の文化祭でサークルの発表会に出展した。その後、1997年から1998年にかけて『東方封魔録』、『東方夢時空』、『東方幻想郷』、『東方怪綺談』を制作した。ZUNはその間、学校にはほとんど行っていなかったため短期間で4作品を制作することができた。ZUNはもともと4作目の『幻想郷』をシリーズの最後に位置づけ、その後はプレイヤーの想像に任せるとしていたが、『幻想郷』の制作終盤に突然新しい曲のアイデアが浮かんできたので、『怪綺談』を制作することにしたという。その後、ZUNはサークル「Amusement Makers」に参加し、大学の後輩が制作した西方Projectの『秋霜玉』『稀翁玉』などのシューティングゲームに作曲者として参加した。『東方怪綺談』の後、丸4年間は東方Projectの新しい作品を制作しなかった。

### 卒業後
ZUNは就職活動の際、エントリーシートをタイトーとアトラス、CRIの3社のみ提出をし、そのうちタイトーのみ内定を得た。当時は就職氷河期であったため、タイトーに応募した1万人のうち、内定を得たのは5人であった。入社後はゲーム開発者として勤務した。彼がタイトー在籍時に開発に携わったゲームソフト『ラクガキ王国』には「ハクレイのミコ」という隠しキャラクターが登場し、これは『東方Project』の主人公のひとりである博麗霊夢が由来となっている。2007年にタイトーを退職し、現在は個人でゲーム制作を行っている。 
ZUNは既成作品の中に好きなタイプのゲームが見つけられなかったため、自分でゲーム制作を行うことにしたという。スウェーデンの雑誌とのインタビューでは「私は引き続き目立つゲームを作り続ける。私のファンが全て消えたとしても、好きなゲームを作り続けることができれば幸せだ」と語っている。ZUNはMicrosoft Visual Studio、Adobe Photoshop、Cubase SXを使って東方Projectのゲームを開発したと述べている。

### Windows時代
2002年6月、ZUNの個人ホームページ「東方幻想空間 博麗神社」は正式に「上海アリス幻樂団」と改称された。同年8月のコミックマーケット62において、東方Project第6弾『東方紅魔郷』をリリースして同シリーズの展開を再開すると同時に、音楽CD『蓬莱人形』をリリースし同人音楽活動も開始した。『紅魔郷』は、Windowsプラットフォームの東方Projectの最初の作品である。その後、東方Projectは原作ゲームだけでなく二次創作同人活動の対象としても人気を高め、2003年のコミックマーケットでは僅か7つしかファンサークルがなかったものが、2008年にはファンサークルは885に増加している。ZUNは東方Projectに関する二次創作について、著作権者としてのガイドラインを定め、ガイドラインの範囲内で他者が自由に二次創作活動を行うことを公認している。
その後、2003年8月のC64で第7作『東方妖々夢』、2004年8月のC66で第8作『東方永夜抄』をそれぞれ発表した。2005年と2007年の夏にも第9作『東方花映塚』と第10作『東方風神録』をリリースした。2006年末、ニコニコ動画の出現により、人々が東方Projectの音楽やビデオにアクセスしやすくなり、東方Projectの人気をさらに高めた。
その後も東方Projectの同人ゲームタイトルのリリースを継続するとともに、商業誌において小説家・漫画原作者としても活動の幅を広げている。小説家としては2004年以来『東方香霖堂 〜 Curiosities of Lotus Asia.』を発表しており、漫画原作者としては2005年から連載された『東方三月精』（角川書店『月刊コンプエース』連載、作画：松倉ねむ → 比良坂真琴）以降、複数の著作がある。

## 人物
「ZUN」というクリエイターネームは、アーケードゲームのハイスコア入力画面などで用いるアルファベット3文字のスコアネーム向けにもじった本名（じゅんや）に由来している。また、「上海アリス幻樂団」作品のファンからは、代表作『東方Project』の作品世界における中心舞台である「博麗神社」（はくれいじんじゃ）の主という意味から、「神主」「博麗神主」と慣習的に呼ばれている。「博麗神主」は、ZUNが自身のTwitterアカウントで使用している名前でもある。
ゲーム制作の際には、郷里である長野県を中心とした神話・伝説・民俗を引用することが多い。たとえば、『東方風神録』は前作『東方花映塚』のリリース後、発表までに2年を要したが、これは彼が長野県内の各神社などに取材を行っていたことが影響している。民俗学についてZUNは「育ったのが田舎でしたから、民話みたいなものに触れる機会が多かったんです。うさんくさい伝承があったりとか。子どもの頃からそういうものは好きでしたね。」と述べている。
私生活では、2012年に結婚し、同年5月27日に挙式した。同日には『東方Project』の二次創作オンリーイベントである「博麗神社例大祭」が行われていた。
酒を嗜むことを趣味とし、ブログには酒関連の話題が多くある。ファンからは大の酒好きとして知られている。『東方Project』の情報を扱う二次創作番組、東方ステーションにゲスト参加した際など、多くのシーンで酒を嗜んでいる姿が見られる。
人生についての見解を問われた際には、「悲観的に考えない方がいいな。人生一回しかないですから。何でもやっちゃえばいい」と回答している。

### 二次創作について
「二次創作については感謝しかないですよ。僕の作品が好きで二次創作を出してくれるのは作者としては本当に嬉しい限りで、自分の作品を自分が超えることは無いが、それを超えるものが二次創作だとたくさん出てくる。自分で作らなくても自分の大きな作品が見れるのはすごく嬉しい」と語っている。